# لغات تيمور الشرقية
تشمل لغات تيمور الشرقية كل من اللغات الأسترونية والبابوية. (انظر لغات تيمور - فلوريس وتيمور - ألور - بانتار.) اللغة المشتركة واللغة الوطنية لتيمور الشرقية هي اللغة التيتومية وهي لغة أوسترونيزية تتأثر بالبرتغالية اللغة الرسمية أيضًا. 
تنتشر لغة واب ميتو في مقاطعة أوكوسي هي واب ميتو (داوان). تُستخدم لغة فاتالوكو البابوية في منطقة كبيرة في الجزء الشرقي من البلاد.يتحدث عدد من سكان العاصمة ديلي لهجة من الكريول الملايو تُسمى ديلي الملايو تستعير هذه اللهجة الكثير من الكلمات البرتغالية وتيتوم. 
أدى ظهور لغة مشتركة في تيمور الشرقية التي تتميز بتنوعها اللغوي وهيمنة بعض العشائر على غيرها إلى انقراض العديد من اللغات الصغيرة. لكن بعض هذه اللغات المنقرضة تُستخدم بشكل محدود كلغات طقسية أو سرية. على سبيل المثال، كشفت أبحاث أجراها اللغوي الهولندي أون فان إنجلينهوفن في منتصف العقد الأول من القرن الحادي والعشرين أن لغة ماكوفا التي كانت تتحدث بها سابقًا قبيلة ماكوفا والتي يُعتقد أنها انقرضت منذ خمسينيات القرن الماضي، لا تزال تُستخدم في مناسبات نادرة.
اكتشف فان إنجلينهوفن في عام 2007 وجود لغة أخرى شبه منقؤضة تُدعى روسينو.

## اللغات الرسمية
تنص المادة 13 (1) من دستور تيمور الشرقية لعام 2002 على اعتماد كل من البرتغالية والتيتومية كلغتين رسميتين للدولة. كما تؤكد المادة نفسها على التزام الدولة بتقدير وتطوير التيتومية واللغات الوطنية الأخرى. تستخدم اللغة الإنجليزية والإندونيسية في بعض الأحيان، المادة 159 من الدستور على أن هاتين اللغتين تُعتبران "لغتين عاملتين في الخدمة المدنية مع جانب اللغات الرسمية، طالما دعت الحاجة إلى ذلك".
كان كل التعليم باللغة البرتغالية تحت الحكم البرتغالي، أثرت اللغة البرتغالية بالأخص على لهجة العاصمة ديلي. كانت الإندونيسية هي اللغة الرسمية وقت الحكم الإندونيسي مع اللغة الإنجليزية.
ترتبط اللغة الإندونيسية في أذهان كبار السن في الدولة مع نظام سوهارتو القمعي، وبنفس المنطق يشكك أو يعادي العديد من الشباب استخدام اللغة البرتغالية أعربوا لأنها «لغة استعمارية»، بنفس رؤية الإندونيسيين للغة الهولندية ورؤية الفلبينيين للإسبانية، شعر بعض التيموريين الشرقيين بعدم الرضاء من استخدام اللغة البرتغالية كلغة رسمية، واتهموا قادة البلاد بتفضيل الأجيال الأكبر سناً الذين يتحدثون البرتغالية والمتعلمين الذين عادوا من الخارج فقط على بقية الشعب، لأن متحدثي البرتغالية أو الإنجليزية لديهم فرص عمل أكثر من غيرهم.
انتقد العديد من المراقبين الأجانب، بالأخص من أستراليا وجنوب شرق آسيا، استخدام اللغة البرتغالية بحجة أن اللغة الإنجليزية أو الإندونيسية كانت لتكون الأفضل.
دعمت البرتغال وغيرها من البلدان التي تستخدم اللغة البرتغالية مثل البرازيل تعليم اللغة البرتغالية في تيمور الشرقية. اشتكى بعض الأشخاص في تيمور الشرقية من أن المعلمين البرتغاليين والبرازيليين غير مؤهلين للتدريس في البلاد، لأنهم لا يعرفون اللغات المحلية ولا الثقافة المحلية.

## لغات المتحدثين
لغات تيمور الشرقية حسب عدد المتحدثين 
| لغة           | رقم    | سنة المسح    | عائلة اللغة       |
| ------------- | ------ | ------------ | ----------------- |
| تيتون ديلي    | 385000 | 2009         | الأسترونيزية      |
| Mambai        | 131000 | 2010 (تعداد) | الأسترونيزية      |
| Makasae       | 102000 | 2010 (تعداد) | تيمور-الور-بانتار |
| Baikeno       | 72000  | 2011         | الأسترونيزية      |
| التيتم        | 63500  | 2010 (تعداد) | الأسترونيزية      |
| Kemak         | 62000  | 2010 (تعداد) | الأسترونيزية      |
| Bunak         | 55000  | 2010 (تعداد) | تيمور-الور-بانتار |
| Tocodede      | 39500  | 2010 (تعداد) | الأسترونيزية      |
| Fataluku      | 37000  | 2010 (تعداد) | تيمور-الور-بانتار |
| Waimoa        | 18400  | 2012 (تعداد) | الأسترونيزية      |
| Kairui-Midiki | 15000  | 2010 (تعداد) | الأسترونيزية      |
| Naueti        | 15000  | 2010 (تعداد) | الأسترونيزية      |
| انا اواعد     | 13500  | 2010 (تعداد) | الأسترونيزية      |
| Galoli        | 13000  | 2010 (تعداد) | الأسترونيزية      |
| Makalero      | 6500   | 2011         | تيمور-الور-بانتار |
| Adabe         | 5000   | 2010 (تعداد) | الأسترونيزية      |
| Lakalei       | 3250   | 2010 (تعداد) | الأسترونيزية      |
| Habun         | 2700   | 2010 (تعداد) | الأسترونيزية      |
| البرتغالية    | 600    | 2010 (تعداد) | الهندي الأوروبي   |
| Makuv'a       | 56     | 2010 (تعداد) | الأسترونيزية      |

## توزيع اللغات 2010
- تعداد 2010
- Adabe
- Atauru
- Baikeno
- Bekais
- Bunak
- Dadu'a
- Fataluku
- Galoli
- Habun
- Idalaka
- انا اواعد
- Isní
- Kairui
- Kemak
- Lakalei
- Lolein
- Makalero
- Makasae
- Makuva
- [en→ar]Mambai
- [en→ar]Midiki
- [en→ar]Nanaek
- Naueti
- Rahesuk
- Raklungu
- Resuk
- Sa'ane
- تيتوم براسا
- تيتم تيريك
- Tokodede
- Waimaha

## روابط خارجية
- صور لدورة اللغة البرتغالية باستخدام التيتوم المنشورة في صحيفة تيمور الشرقية pt: ليا فون في ديلي
- موقع Línguas no Timor نسخة محفوظة 28 أغسطس 2016 على موقع واي باك مشين. باللغة البرتغالية، ولكنه يحتوي على روابط لمقالات باللغة الإنجليزية
- لغات تيمور لوروساي - جزء من Ethnologue
- لغات تيمور الشرقية: بعض الحقائق الأساسية
- مجتمع FATALUKU: موقع اللغة الإنجليزية و Fataluku للبحث في لغة Fataluku